# Кызылординский областной историко-краеведческий музей
Кызылординский областной историко-краеведческий музей (каз. Қызылорда облыстық тарихи-өлкетану музейі) — краеведческий музей в Кызылорде (Казахстан).

## История
Музей был открыт в 1939 году в здании бывшей русской православной церкви Перовской Казанской Богородицы, построенной в 1890—1895 годы. В нём были представлены доспехи батыра, пушки, участвовавшие при взятии крепости Ак-Мечеть, а также коллекция монет, бывших в хождении в городах Великого шёлкового пути. В 1980 году музей получил здание, построенное в 1953 году, памятник архитектуры 1950-х годов. В 1980—1985 годах музей был перестроен и открыт вновь 7 мая 1985 года. В 2001—2004 годах экспозиция музея была обновлена. 

## Экспозиция
Коллекция музея располагается в 14 залах на площади в 1080 м2. Экспозиция, посвящённая природе области занимает 2 зала. Четыре зала посвящены археологии и этнографии. Последние 8 залов занимают экспонаты, рассказывающие о развития современного общества края. Два филиала музея: музей при памятнике Коркыт-Ата и музей истории города Кызылорды «Акмешит».
Коллекция музея включает 51 239 экспонатов, из них в основном фонде представлены 28 923. В музее представлены археологические и этнографические находки, предметы нумизматики, скульптуры, изделия прикладного искусства, фотографии и документы. В коллекции есть редкие книги, объекты растительного и животного мира области. 
В археологическую коллекцию входят 2915 экспонатов, найденных на территории области. Этнографический зал представляет типичную для Казахстана шестиканатную юрту с интерьером и внутренним убранством. Здесь же представлены изделия из дерева: адалбакан, тосекагаш, кебеже. Коллекция включает уникальные образцы книг, изданных в 1729—1920 годах на древнетюркском, персидском и арабском языках в Санкт-Петербурге, Москве и Ташкенте. 
Отдельные экспозиции посвящены знаменитым певицам народной артистке СССР Розе Баглановой и заслуженной артистке Республики Казахстан Мадине Ералиевой.

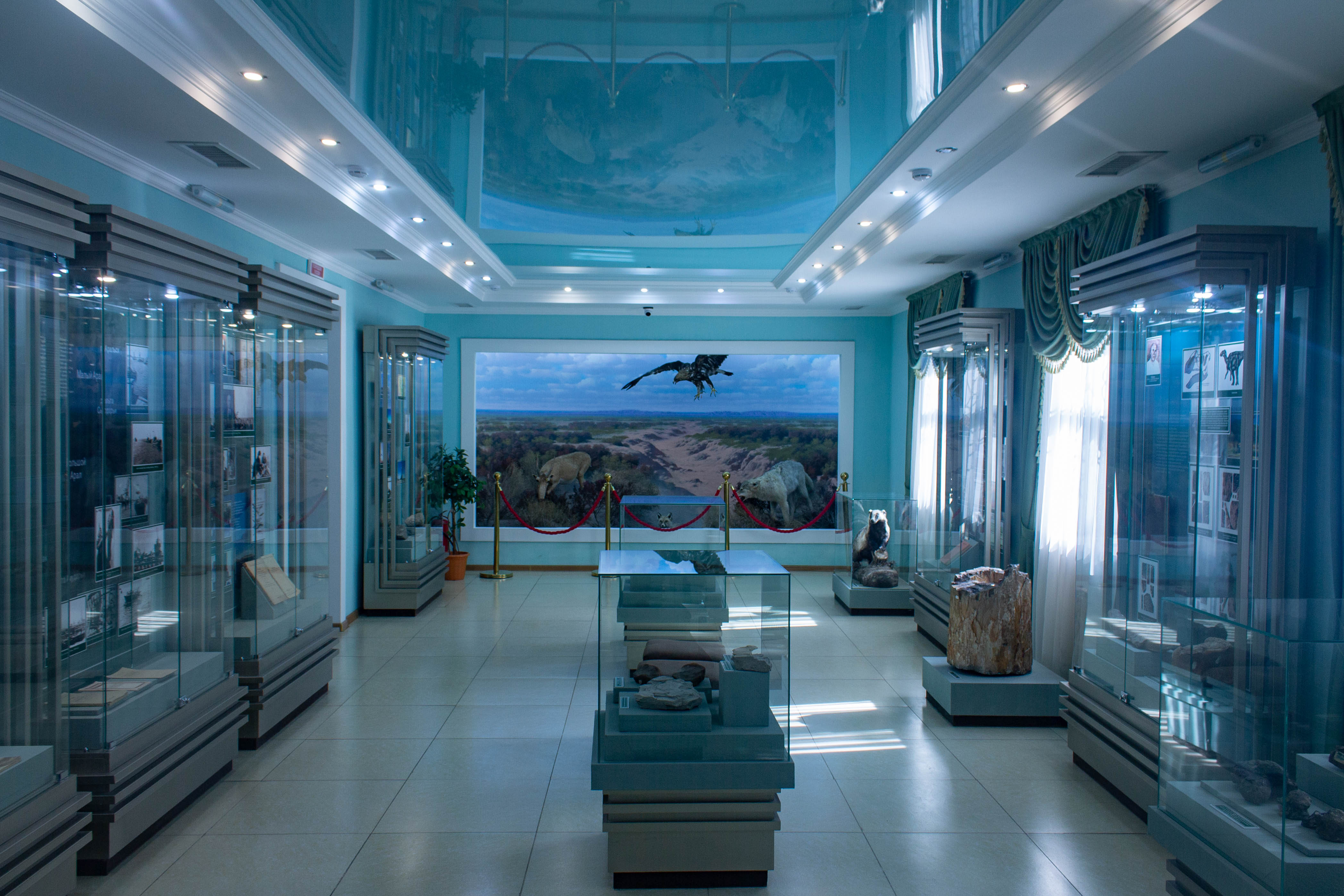
Зал природы края
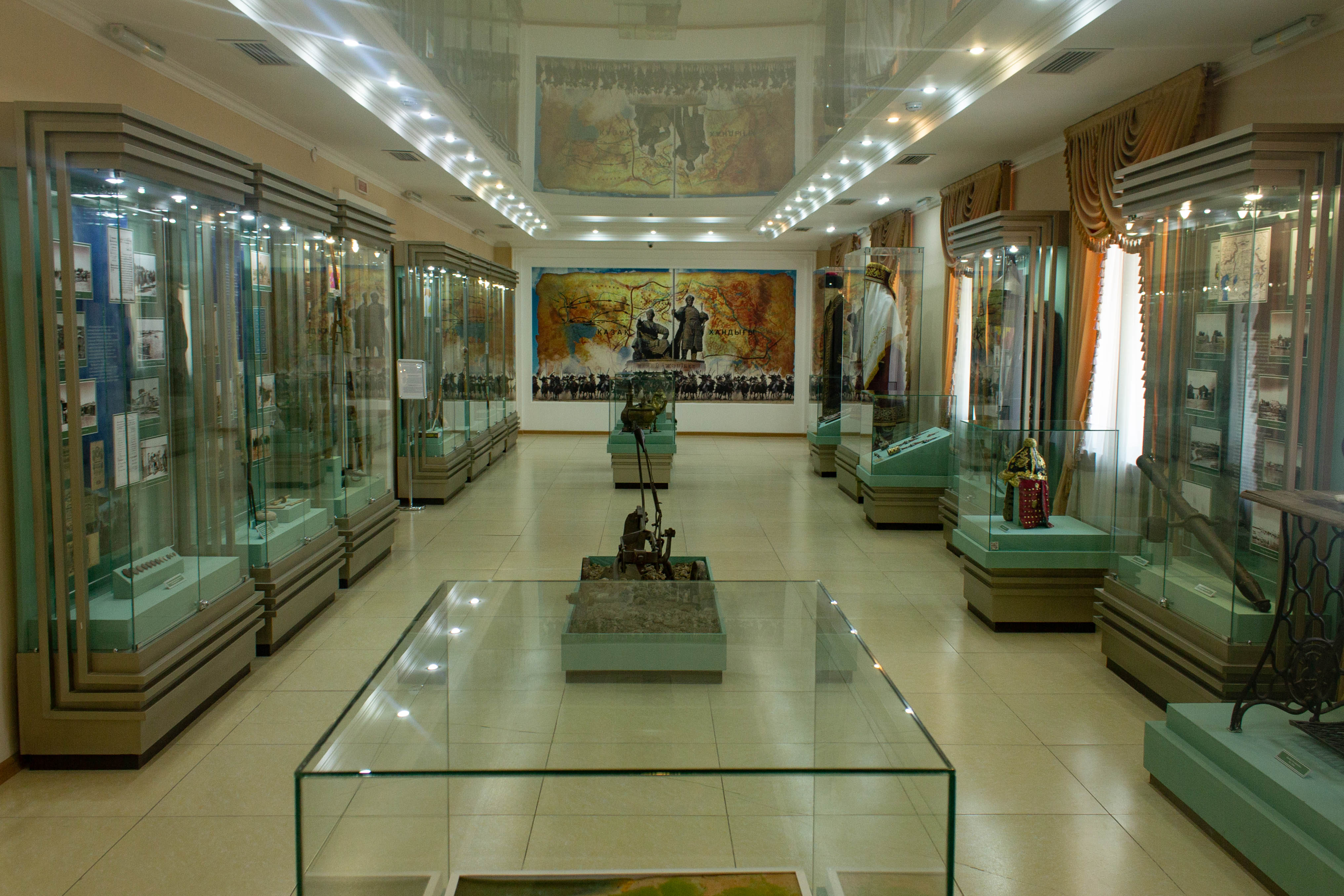
Археологический зал
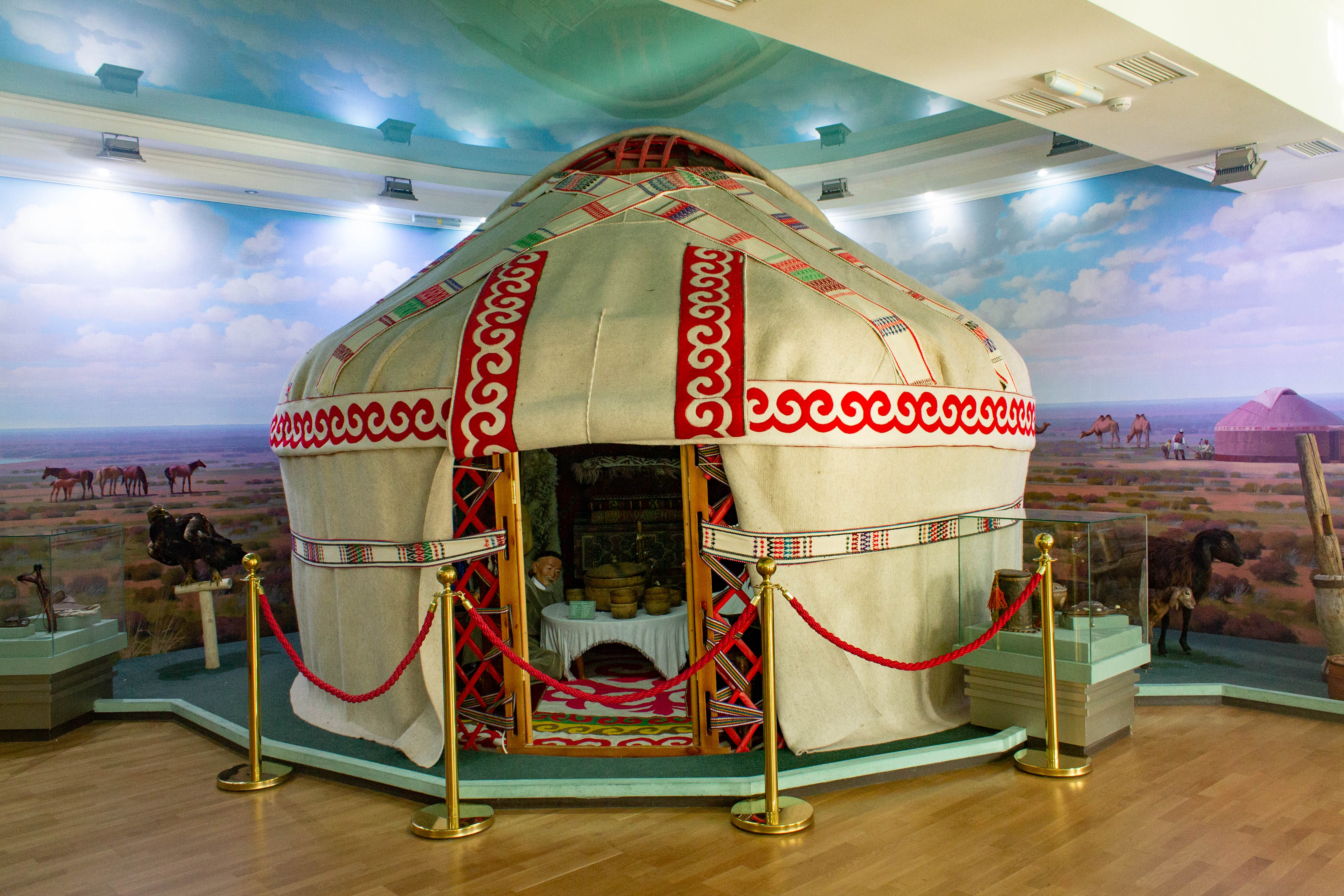
Юрта в этнографическом зале